# Eishockey-Regionalliga 2024/25
In der Saison 2024/25 sind die Regionalligen Nord, Ost und Nordrhein-Westfalen sowie diesen gleichgestellt die Baden-Württemberg- und Bayernliga die vierthöchsten Ligenstufen im deutschen Eishockey.

## Regionalliga Nord
Die Regionalliga Nord für Mannschaften aus Niedersachsen, Hamburg, Bremen, Schleswig-Holstein und Mecklenburg-Vorpommern wird federführend vom Landeseissportverband Niedersachsen (NEV) für den sogenannten Nordverbund, bestehend aus den Landesverbänden der beteiligten Bundesländer, durchgeführt.

### Teilnehmer
Nicht mehr dabei ist der Vorsaisonabsteiger ERC Wunstorf Lions. Neu hinzugekommen ist der Aufsteiger Crocodiles Hamburg. Absteiger aus der Oberliga Nord gab es nicht. Meister EC Harzer Falken verzichtete auf den Aufstieg in die Oberliga Nord.
- Hamburger SV
- Adendorfer EC
- Weserstars Bremen
- TuS Harsefeld Tigers
- EC Harzer Falken (Titelverteidiger)
- Sande Jadehaie
- Salzgitter Icefighters
- Beach Devils Timmendorf
- Crocodiles Hamburg (Aufsteiger)

### Modus
Die teilnehmenden Mannschaften spielten vom 11. Oktober 2024 bis 16. Februar 2025 in einer 1,5fach-Runde acht Teilnehmer für die Play-offs aus. Diese werden im Modus „Best-of-Three“ (Finale Best-of-Five) ausgetragen. Der Sieger steigt als Meister der Regionalliga Nord in die drittklassige Oberliga Nord auf. Für Platz neun nach der Hauptrunde war eine Relegation (Hin- und Rückspiel) gegen den Meister der Verbandsliga Nord um den Ligaverbleib vorgesehen. Nach Abschluss der Hauptrunde wurde jedoch entschieden, dass diese Relegationsspiele nicht stattfinden würden. Der HSV verbleibt dadurch in der Regionalliga.

### Hauptrunde
|    | Mannschaft             | Sp | S3 | S2 | N1 | N0 | Tore    | Diff. | Pkte |
| -- | ---------------------- | -- | -- | -- | -- | -- | ------- | ----- | ---- |
| 1. | Harzer Falken (M)      | 24 | 17 | 1  | 2  | 4  | 104:63  | +41   | 55   |
| 2. | Adendorfer EC          | 24 | 16 | 1  | 3  | 4  | 96:54   | +42   | 53   |
| 3. | ECW Sande              | 24 | 14 | 2  | 1  | 7  | 108:70  | +38   | 47   |
| 4. | Crocodiles Hamburg (N) | 24 | 10 | 3  | 1  | 10 | 70:83   | −13   | 37   |
| 5. | CE Timmendorfer Strand | 24 | 9  | 2  | 4  | 9  | 92:91   | +1    | 35   |
| 6. | Harsefeld Tigers       | 24 | 7  | 3  | 2  | 12 | 95:110  | −15   | 29   |
| 7. | Salzgitter Icefighters | 24 | 6  | 3  | 3  | 12 | 100:108 | −8    | 27   |
| 8. | Weserstars Bremen      | 24 | 7  | 1  | 0  | 16 | 88:122  | −34   | 23   |
| 9. | Hamburger SV           | 24 | 5  | 1  | 1  | 17 | 63:115  | −52   | 18   |

Abkürzungen: Sp = Spiele, S3 = Siege, S2 = Siege nach Verlängerung oder Penaltyschießen, N1 = Niederlagen nach Verlängerung oder Penaltyschießen, N0 = Niederlagen, (M) = Meister der Vorsaison, (N) = Aufsteiger
Qualifiziert für die Play-offs

### Playoffs
Die Playoffs werden ab 21. Februar 2025 ausgespielt.
| Viertelfinale                                         | Viertelfinale                                         | Viertelfinale                                         |                                                       | Halbfinale                                            | Halbfinale                                            | Halbfinale                                            |   |               | Finale             | Finale | Finale |
|                                                       |                                                       |                                                       |                                                       |                                                       |                                                       |                                                       |   |               |                    |        |        |
| 1                                                     | Harzer Falken                                         | 2                                                     |                                                       |                                                       |                                                       |                                                       |   |               |                    |        |        |
| 8                                                     | Weserstars Bremen                                     | 0                                                     |                                                       |                                                       |                                                       |                                                       |   |               |                    |        |        |
|                                                       |                                                       |                                                       | 1                                                     | Harzer Falken                                         | 2                                                     |                                                       |   |               |                    |        |        |
|                                                       |                                                       |                                                       | 6                                                     | Harsefeld Tigers                                      | 0                                                     |                                                       |   |               |                    |        |        |
| 2                                                     | Adendorfer EC                                         | 2                                                     |                                                       |                                                       |                                                       |                                                       |   |               |                    |        |        |
| 7                                                     | Salzgitter Icefighters                                | 0                                                     |                                                       |                                                       |                                                       |                                                       |   |               |                    |        |        |
| (Die Teams werden nach der ersten Runde neu gesetzt.) | (Die Teams werden nach der ersten Runde neu gesetzt.) | (Die Teams werden nach der ersten Runde neu gesetzt.) | (Die Teams werden nach der ersten Runde neu gesetzt.) | (Die Teams werden nach der ersten Runde neu gesetzt.) | (Die Teams werden nach der ersten Runde neu gesetzt.) | (Die Teams werden nach der ersten Runde neu gesetzt.) | 1 | Harzer Falken | 3                  |        |        |
| (Die Teams werden nach der ersten Runde neu gesetzt.) | (Die Teams werden nach der ersten Runde neu gesetzt.) | (Die Teams werden nach der ersten Runde neu gesetzt.) | (Die Teams werden nach der ersten Runde neu gesetzt.) | (Die Teams werden nach der ersten Runde neu gesetzt.) | (Die Teams werden nach der ersten Runde neu gesetzt.) | (Die Teams werden nach der ersten Runde neu gesetzt.) |   | 4             | Crocodiles Hamburg | 1      |        |
| 3                                                     | ECW Sande                                             | 0                                                     |                                                       |                                                       |                                                       |                                                       |   |               |                    |        |        |
| 6                                                     | Harsefeld Tigers                                      | 2                                                     |                                                       |                                                       |                                                       |                                                       |   |               |                    |        |        |
|                                                       |                                                       |                                                       | 2                                                     | Adendorfer EC                                         | 0                                                     |                                                       |   |               |                    |        |        |
|                                                       |                                                       |                                                       | 4                                                     | Crocodiles Hamburg                                    | 2                                                     |                                                       |   |               |                    |        |        |
| 4                                                     | Crocodiles Hamburg                                    | 2                                                     |                                                       |                                                       |                                                       |                                                       |   |               |                    |        |        |
| 5                                                     | CE Timmendorfer Strand                                | 1                                                     |                                                       |                                                       |                                                       |                                                       |   |               |                    |        |        |
|                                                       |                                                       |                                                       |                                                       |                                                       |                                                       |                                                       |   |               |                    |        |        |

#### Viertelfinale
| Paarung                                     | Serie | Spiel 1 | Spiel 2   | Spiel 3 |
| ------------------------------------------- | ----- | ------- | --------- | ------- |
| Harzer Falken – Weserstars Bremen           | 2-0   | 5:1     | 2:1       | –       |
| Adendorfer EC – Salzgitter Icefighters      | 2-0   | 8:1     | 5:1       | –       |
| ECW Sande – Harsefeld Tigers                | 0-2   | 4:7     | 2:3 n. V. | –       |
| Crocodiles Hamburg – CE Timmendorfer Strand | 2-1   | 0:3     | 3:1       | 4:3     |

#### Halbfinale
| Paarung                            | Serie | Spiel 1 | Spiel 2   | Spiel 3 |
| ---------------------------------- | ----- | ------- | --------- | ------- |
| Harzer Falken – Harsefeld Tigers   | 2-0   | 11:1    | 3:2 n. V. | –       |
| Adendorfer EC – Crocodiles Hamburg | 0-2   | 1:3     | 1:4       | –       |

#### Finale
| Paarung                            | Serie | Spiel 1 | Spiel 2   | Spiel 3 | Spiel 4 | Spiel 5 |
| ---------------------------------- | ----- | ------- | --------- | ------- | ------- | ------- |
| Harzer Falken – Crocodiles Hamburg | 3-1   | 3:5     | 5:4 n. V. | 4:3     | 3:1     | –       |

## Regionalliga Ost
Die Regionalliga Ost umfasst Mannschaften der Bundesländer Berlin, Sachsen, Sachsen-Anhalt, Thüringen und seit 2023 auch eine Mannschaft aus Hessen (Luchse Lauterbach). Ausrichter ist der Sächsische Eissportverband.

### Teilnehmer
Absteiger aus der Oberliga Nord gab es nicht. Nicht mehr dabei ist der Vorsaisonabsteiger SCC Adler Berlin. Meister FASS Berlin verzichtete auf den Aufstieg in die Oberliga Nord.
- FASS Berlin (Titelverteidiger)
- Eisbären Juniors Berlin
- Chemnitz Crashers
- ESC Dresden
- Luchse Lauterbach
- Schönheider Wölfe
- Tornado Niesky
- ES Weißwasser

### Modus
Die Hauptrunde wird vom 27. September 2024 bis zum 2. März 2025 ausgetragen. Nach einer 1,5fach-Runde und drei zusätzlichen regionalen Spielen wird in den Play-offs, im Modus „Best-of-Five“, mit vier teilnehmenden Mannschaften der Meister der Regionalliga Ost – und zugleich Aufsteiger in die drittklassige Oberliga Nord – ermittelt. Die Plätze fünf bis acht tragen in zwei Runden, im Modus „Best-of-Three“, Platzierungsspiele aus.

### Hauptrunde
|    | Mannschaft              | Sp | S3 | S2 | N1 | N0 | Tore   | Diff. | Pkte |
| -- | ----------------------- | -- | -- | -- | -- | -- | ------ | ----- | ---- |
| 1. | FASS Berlin (M)         | 24 | 20 | 0  | 3  | 1  | 178:56 | +122  | 63   |
| 2. | Schönheider Wölfe       | 24 | 19 | 2  | 0  | 3  | 184:63 | +121  | 58   |
| 3. | Luchse Lauterbach       | 24 | 16 | 1  | 0  | 7  | 141:82 | +59   | 50   |
| 4. | Chemnitz Crashers       | 24 | 14 | 2  | 1  | 7  | 148:81 | +67   | 47   |
| 5. | Eisbären Juniors Berlin | 24 | 8  | 1  | 1  | 14 | 89:132 | −43   | 27   |
| 6. | Tornado Niesky          | 24 | 7  | 1  | 0  | 16 | 66:157 | −91   | 23   |
| 7. | ES Weißwasser U23       | 24 | 2  | 1  | 2  | 19 | 57:181 | −124  | 10   |
| 8. | ESC Dresden 1b          | 24 | 2  | 0  | 1  | 21 | 54:165 | −111  | 7    |

Abkürzungen: Sp = Spiele, S3 = Siege, S2 = Siege nach Verlängerung oder Penaltyschießen, N1 = Niederlagen nach Verlängerung oder Penaltyschießen, N0 = Niederlagen, (M) = Meister der Vorsaison, (N) = Aufsteiger/Neuling
Qualifiziert für die Play-offs Qualifiziert für die Platzierungsrunde

Ein Spiel zwischen Weißwasser und Dresden wurde abgesagt und mit 5:0 für Weißwasser gewertet.

### Playoffs
Modus „best-of-five“
| Halbfinale | Halbfinale        | Halbfinale |  |  | Finale | Finale            | Finale |
|            |                   |            |  |  |        |                   |        |
| 1          | FASS Berlin       | 3          |  |  |        |                   |        |
| 4          | Chemnitz Crashers | 2          |  |  |        |                   |        |
|            |                   |            |  |  | 1      | FASS Berlin       | 3      |
|            |                   |            |  |  | 2      | Schönheider Wölfe | 2      |
| 2          | Schönheider Wölfe | 3          |  |  |        |                   |        |
| 3          | Luchse Lauterbach | 2          |  |  |        |                   |        |
|            |                   |            |  |  |        |                   |        |

#### Halbfinale
| Paarung                               | Serie | Spiel 1 | Spiel 2 | Spiel 3   | Spiel 4 | Spiel 5 |
| ------------------------------------- | ----- | ------- | ------- | --------- | ------- | ------- |
| FASS Berlin – Chemnitz Crashers       | 3-2   | 6:4     | 3:6     | 1:7       | 5:2     | 9:2     |
| Schönheider Wölfe – Luchse Lauterbach | 3-2   | 3:7     | 5:2     | 3:2 n. V. | 1:7     | 5:1     |

#### Finale
| Paarung                         | Serie | Spiel 1 | Spiel 2 | Spiel 3 | Spiel 4 | Spiel 5   |
| ------------------------------- | ----- | ------- | ------- | ------- | ------- | --------- |
| FASS Berlin – Schönheider Wölfe | 3-2   | 2:5     | 8:4     | 8:5     | 3:4     | 3:2 n. P. |

### Platzierungsrunde
Modus „best-of-three“

|  | Platzierungsrunde 1 | Platzierungsrunde 1     | Platzierungsrunde 1 |                  |  | Spiel um Platz 5 | Spiel um Platz 5        | Spiel um Platz 5 |
|  |                     |                         |                     |                  |  |                  |                         |                  |
|  |                     |                         |                     |                  |  |                  |                         |                  |
|  | 5                   | Eisbären Juniors Berlin | 2                   |                  |  |                  |                         |                  |
|  | 8                   | ESC Dresden 1b          | 0                   |                  |  | 5                | Eisbären Juniors Berlin | 0                |
|  |                     |                         |                     |                  |  | 6                | Tornado Niesky          | 2                |
|  |                     |                         |                     |                  |  |                  |                         |                  |
|  |                     |                         |                     | Spiel um Platz 7 |  |                  |                         |                  |
|  | 6                   | Tornado Niesky          | 2                   |                  |  |                  |                         |                  |
|  | 7                   | ES Weißwasser U23       | 0                   |                  |  | 7                | ES Weißwasser U23       | 0                |
|  |                     |                         |                     |                  |  | 8                | ESC Dresden 1b          | 2                |
|  |                     |                         |                     |                  |  |                  |                         |                  |

#### Platzierungsrunde 1
| Paarung                                  | Serie | Spiel 1 | Spiel 2 | Spiel 3 |
| ---------------------------------------- | ----- | ------- | ------- | ------- |
| Eisbären Juniors Berlin – ESC Dresden 1b | 2-0   | 6:2     | 8:0     | –       |
| Tornado Niesky – ES Weißwasser U23       | 2-0   | 5:2     | 8:1     | –       |

#### Spiel um Platz 7
| Paarung                            | Serie | Spiel 1 | Spiel 2 | Spiel 3 |
| ---------------------------------- | ----- | ------- | ------- | ------- |
| ES Weißwasser U23 – ESC Dresden 1b | 0-2   | 3:4     | 3:11    | –       |

#### Spiel um Platz 5
| Paarung                                  | Serie | Spiel 1 | Spiel 2 | Spiel 3 |
| ---------------------------------------- | ----- | ------- | ------- | ------- |
| Eisbären Juniors Berlin – Tornado Niesky | 0-2   | 3:4     | 3:10    | –       |

## Regionalliga Nordrhein-Westfalen
Der Eishockeyverband Nordrhein-Westfalen (EHV-NRW) richtet die Regionalliga nur noch für Nordrhein-Westfalen aus.

### Teilnehmer
Meister Ratinger Ice Aliens hatte kein Aufstiegsrecht für die Oberliga Nord. Absteiger aus der Oberliga Nord gab es nicht. Neu in der Liga sind die Aufsteiger Grefrath Phoenix, Black Tigers Moers, Grizzlys Bergkamen und die Dinslakener Kobras.
- Bergisch Gladbach Realstars
- Bergisch Raptors Solingen
- EHC Troisdorf Dynamite
- Ratinger Ice Aliens (M)
- TuS Wiehl Penguins
- Eisadler Dortmund
- Neusser EV
- Grefrath Phoenix (N)
- GSC Moers (N)
- Grizzlys Bergkamen (N)
- Dinslakener Kobras (N)

(M) = Meister/Titelverteidiger, (N) = Neu in der Liga (Aufsteiger)

### Modus
Alle Teilnehmer spielen vom 20. September 2024 bis 9. Februar 2025 eine Einfachrunde. Die besten acht Mannschaften der Hauptrunde qualifizieren sich für die Play-offs, welche im Modus „best-of-three“ im Viertelfinale und „best-of-five“ im Halbfinale und Finale ausgespielt werden. Sieger der Play-offs ist Meister der Regionalliga NRW und sportlich für die Oberliga Nord 2025/26 qualifiziert. Die Plätze neun bis elf spielen mit den Plätzen eins bis fünf der Landesliga im Play-off-Modus „best-of-three“ den Landesligameister NRW aus. Beide Finalisten sind sportlich für die Regionalliga NRW 2025/26 qualifiziert.

### Hauptrunde
|     | Mannschaft                 | Sp | S3 | S2 | N1 | N0 | Tore   | Diff. | Pkte |
| --- | -------------------------- | -- | -- | -- | -- | -- | ------ | ----- | ---- |
| 1.  | Eisadler Dortmund          | 20 | 19 | 0  | 0  | 1  | 158:39 | +119  | 57   |
| 2.  | Ratinger Ice Aliens (M)    | 20 | 16 | 0  | 1  | 3  | 137:38 | +99   | 49   |
| 3.  | ESV Bergisch Gladbach      | 20 | 15 | 1  | 2  | 2  | 101:43 | +58   | 49   |
| 4.  | ERV Dinslakener Kobras (N) | 20 | 12 | 0  | 1  | 7  | 69:77  | −8    | 37   |
| 5.  | ESV Grizzlys Bergkamen (N) | 20 | 10 | 2  | 1  | 7  | 67:60  | +7    | 35   |
| 6.  | GSC Moers (N)              | 20 | 8  | 2  | 0  | 10 | 75:72  | +3    | 28   |
| 7.  | Grefrather EG (N)          | 20 | 7  | 2  | 1  | 10 | 61:64  | −3    | 26   |
| 8.  | TuS Wiehl                  | 20 | 5  | 0  | 2  | 13 | 42:92  | −50   | 17   |
| 9.  | Neusser EV                 | 20 | 5  | 0  | 1  | 14 | 51:98  | −47   | 16   |
| 10. | EC Bergisch Land           | 20 | 3  | 0  | 0  | 17 | 39:126 | −87   | 9    |
| 11. | EHC Troisdorf              | 20 | 1  | 2  | 0  | 17 | 39:130 | −91   | 7    |

Abkürzungen: Sp = Spiele, S3 = Siege, S2 = Siege nach Verlängerung oder Penaltyschießen, N1 = Niederlagen nach Verlängerung oder Penaltyschießen, N0 = Niederlagen, (M) = Meister der Vorsaison, (N) = Aufsteiger

Qualifiziert für die Play-offs Abstiegsrunde

### Playoffs
Modus „best-of-three“ im Viertelfinale, danach „best-of-five“ – Stand 28. Februar 2025
| Viertelfinale                                         | Viertelfinale                                         | Viertelfinale                                         |                                                       | Halbfinale                                            | Halbfinale                                            | Halbfinale                                            |   |                   | Finale              | Finale | Finale |
|                                                       |                                                       |                                                       |                                                       |                                                       |                                                       |                                                       |   |                   |                     |        |        |
| 1                                                     | Eisadler Dortmund                                     | 2                                                     |                                                       |                                                       |                                                       |                                                       |   |                   |                     |        |        |
| 8                                                     | Wiehl Penguins                                        | 0                                                     |                                                       |                                                       |                                                       |                                                       |   |                   |                     |        |        |
|                                                       |                                                       |                                                       | 1                                                     | Eisadler Dortmund                                     | 3                                                     |                                                       |   |                   |                     |        |        |
|                                                       |                                                       |                                                       | 5                                                     | Grizzlys Bergkamen                                    | 0                                                     |                                                       |   |                   |                     |        |        |
| 2                                                     | Ratinger Ice Aliengs                                  | 2                                                     |                                                       |                                                       |                                                       |                                                       |   |                   |                     |        |        |
| 7                                                     | Grefrath Phoenix                                      | 0                                                     |                                                       |                                                       |                                                       |                                                       |   |                   |                     |        |        |
| (Die Teams werden nach der ersten Runde neu gesetzt.) | (Die Teams werden nach der ersten Runde neu gesetzt.) | (Die Teams werden nach der ersten Runde neu gesetzt.) | (Die Teams werden nach der ersten Runde neu gesetzt.) | (Die Teams werden nach der ersten Runde neu gesetzt.) | (Die Teams werden nach der ersten Runde neu gesetzt.) | (Die Teams werden nach der ersten Runde neu gesetzt.) | 1 | Eisadler Dortmund | 2                   |        |        |
| (Die Teams werden nach der ersten Runde neu gesetzt.) | (Die Teams werden nach der ersten Runde neu gesetzt.) | (Die Teams werden nach der ersten Runde neu gesetzt.) | (Die Teams werden nach der ersten Runde neu gesetzt.) | (Die Teams werden nach der ersten Runde neu gesetzt.) | (Die Teams werden nach der ersten Runde neu gesetzt.) | (Die Teams werden nach der ersten Runde neu gesetzt.) |   | 2                 | Ratinger Ice Aliens | 3      |        |
| 3                                                     | ESV Bergisch Gladbach                                 | 2                                                     |                                                       |                                                       |                                                       |                                                       |   |                   |                     |        |        |
| 6                                                     | Black Tigers Moers                                    | 0                                                     |                                                       |                                                       |                                                       |                                                       |   |                   |                     |        |        |
|                                                       |                                                       |                                                       | 2                                                     | Ratinger Ice Aliens                                   | 3                                                     |                                                       |   |                   |                     |        |        |
|                                                       |                                                       |                                                       | 3                                                     | ESV Bergisch Gladbach                                 | 1                                                     |                                                       |   |                   |                     |        |        |
| 4                                                     | Dinslakener Kobras                                    | 1                                                     |                                                       |                                                       |                                                       |                                                       |   |                   |                     |        |        |
| 5                                                     | Grizzlys Bergkamen                                    | 2                                                     |                                                       |                                                       |                                                       |                                                       |   |                   |                     |        |        |
|                                                       |                                                       |                                                       |                                                       |                                                       |                                                       |                                                       |   |                   |                     |        |        |

#### Viertelfinale
| Paarung                                         | Serie | Spiel 1 | Spiel 2 | Spiel 3   |
| ----------------------------------------------- | ----- | ------- | ------- | --------- |
| Eisadler Dortmund – TuS Wiehl                   | 2-0   | 16:2    | 5:0     | –         |
| Ratinger Ice Aliens – Grefrather EG             | 2-0   | 10:2    | 8:0     | –         |
| ESV Bergisch Gladbach – GSC Moers               | 2-0   | 6:3     | 3:2     | –         |
| ERV Dinslakener Kobras – ESV Grizzlys Bergkamen | 1-2   | 5:8     | 9:2     | 4:5 n. P. |

#### Halbfinale
| Paarung                                     | Serie | Spiel 1 | Spiel 2 | Spiel 3 | Spiel 4 | Spiel 5 |
| ------------------------------------------- | ----- | ------- | ------- | ------- | ------- | ------- |
| Eisadler Dortmund – ESV Grizzlys Bergkamen  | 3-0   | 7:2     | 3:0     | 6:3     | –       | –       |
| Ratinger Ice Aliens – ESV Bergisch Gladbach | 3-1   | 1:3     | 5:2     | 5:1     | 2:0     | –       |

#### Finale
| Paarung                                 | Serie | Spiel 1   | Spiel 2 | Spiel 3 | Spiel 4 | Spiel 5 |
| --------------------------------------- | ----- | --------- | ------- | ------- | ------- | ------- |
| Eisadler Dortmund – Ratinger Ice Aliens | 2-3   | 4:5 n. P. | 1:5     | 4:2     | 7:1     | 2:6     |

## Baden-Württemberg-Liga
Die Regionalliga Süd-West wurde wieder in Baden-Württemberg-Liga umbenannt und umfasst das Gebiet des Bundeslandes Baden-Württemberg. Ausrichter ist der Eissport-Verband Baden-Württemberg. Traditionell nimmt auch der EHC Zweibrücken aus Rheinland-Pfalz an der Liga teil.

### Teilnehmer
Absteiger aus der Oberliga Süd gab es nicht. Meister HEC Eisbären Heilbronn hat auf sein Aufstiegsrecht verzichtet. Im Rahmen der Umbenennung und Ligaerweiterung kamen zehn Mannschaften hinzu.
| Gruppe A - Schwenninger Fire Wings (N) - EHC Zweibrücken Hornets * - ESC Hügelsheim 1b (N) - Eisbären Balingen (N) - Mad Dogs Mannheim | Gruppe B - SC Bietigheim-Bissingen 1b - Black Eagles Reutlingen (N) - EC Eisbären Eppelheim (N) - Baden Rhinos Hügelsheim - Eisbären Heilbronn 1b (N) |

| Gruppe C - ESG Esslingen (N) - Pforzheim Bisons (N) - Stuttgarter EC 1b (N) - Mad Dogs Mannheim 1b (N) - HEC Eisbären Heilbronn (M) |

(M) = Meister/Titelverteidiger, (N) = Neu in der Liga (Aufsteiger) * Gastmannschaft aus Rheinland-Pfalz

### Modus
Die Teilnehmer spielen in drei Staffeln (Gruppe A, B, C) zu je fünf Mannschaften eine Einfachrunde. Die beiden Erstplatzierten sowie die zwei besten Drittplatzierten der Gruppen qualifizieren sich unter Mitnahme der Punkte für eine gemeinsame Meisterrunde. In den Playoffs, die im Anschluss an die Meisterrunde stattfinden, wird der Baden-Württemberg-Meister ermittelt. Das Viertel- und Halbfinale werden im Modus „best-of-three“ und das Finale in „best-of-five“ ausgetragen. Die restlichen Teams jeder Gruppe spielen unter Mitnahme der Punkte eine Pokalrunde im Hin- und Rückspielmodus aus. Die Saison der BWL beginnt am 4. Oktober 2024 und endet spätestens am 6. April 2025.

### Gruppenphase

#### Gruppe A
|    | Mannschaft                  | Sp | S3 | S2 | N1 | N0 | Tore   | Diff. | Pkte |
| -- | --------------------------- | -- | -- | -- | -- | -- | ------ | ----- | ---- |
| 1. | EHC Zweibrücken Hornets     | 8  | 6  | 0  | 0  | 2  | 89:15  | +74   | 18   |
| 2. | Mad Dogs Mannheim           | 8  | 6  | 0  | 0  | 2  | 73:18  | +55   | 18   |
| 3. | Schwenninger Fire Wings (N) | 8  | 6  | 0  | 0  | 2  | 66:18  | +48   | 18   |
| 4. | Eisbären Balingen (N)       | 8  | 2  | 0  | 0  | 6  | 12:72  | −60   | 6    |
| 5. | ESC Hügelsheim 1b (N)       | 8  | 0  | 0  | 0  | 8  | 10:127 | −117  | 0    |

#### Gruppe B
|    | Mannschaft                  | Sp | S3 | S2 | N1 | N0 | Tore  | Diff. | Pkte |
| -- | --------------------------- | -- | -- | -- | -- | -- | ----- | ----- | ---- |
| 1. | ESC Hügelsheim              | 8  | 8  | 0  | 0  | 0  | 54:11 | +43   | 24   |
| 2. | Black Eagles Reutlingen (N) | 8  | 5  | 0  | 1  | 2  | 53:26 | +27   | 16   |
| 3. | SC Bietigheim-Bissingen 1b  | 8  | 4  | 1  | 0  | 3  | 55:28 | +27   | 14   |
| 4. | Eisbären Heilbronn 1b (N)   | 8  | 2  | 0  | 0  | 6  | 18:51 | −33   | 6    |
| 5. | EC Eisbären Eppelheim (N)   | 8  | 0  | 0  | 0  | 8  | 10:74 | −64   | 0    |

#### Gruppe C
|    | Mannschaft                 | Sp | S3 | S2 | N1 | N0 | Tore   | Diff. | Pkte |
| -- | -------------------------- | -- | -- | -- | -- | -- | ------ | ----- | ---- |
| 1. | HEC Eisbären Heilbronn (M) | 8  | 8  | 0  | 0  | 0  | 150:3  | +147  | 24   |
| 2. | Pforzheim Bisons (N)       | 8  | 6  | 0  | 0  | 2  | 55:47  | +8    | 18   |
| 3. | Stuttgarter EC 1b (N)      | 8  | 4  | 0  | 0  | 4  | 35:49  | −14   | 12   |
| 4. | ESG Esslingen (N)          | 8  | 2  | 0  | 0  | 6  | 30:58  | −28   | 6    |
| 5. | Mad Dogs Mannheim 1b (N)   | 8  | 0  | 0  | 0  | 8  | 14:127 | −113  | 0    |

Qualifiziert für die Meisterrunde. Qualifiziert für die Pokalrunde.

### Meisterrunde
|    | Mannschaft                 | Sp | S3 | S2 | N1 | N0 | Tore   | Diff. | Pkte |
| -- | -------------------------- | -- | -- | -- | -- | -- | ------ | ----- | ---- |
| 1. | ESC Hügelsheim             | 14 | 10 | 2  | 0  | 2  | 74:47  | +27   | 34   |
| 2. | HEC Eisbären Heilbronn (M) | 14 | 11 | 0  | 0  | 3  | 118:42 | +76   | 33   |
| 3. | EHC Zweibrücken Hornets    | 14 | 8  | 1  | 0  | 5  | 85:50  | +35   | 26   |
| 4. | Mad Dogs Mannheim          | 14 | 8  | 0  | 2  | 4  | 78:53  | +25   | 26   |
| 5. | Schwenninger Fire Wings    | 14 | 7  | 0  | 0  | 7  | 58:63  | −5    | 21   |
| 6. | Black Eagles Reutlingen    | 14 | 3  | 0  | 2  | 9  | 54:75  | −21   | 11   |
| 7. | Pforzheim Bisons           | 14 | 3  | 0  | 0  | 11 | 39:120 | −81   | 9    |
| 8. | SC Bietigheim-Bissingen 1b | 14 | 2  | 1  | 0  | 11 | 38:94  | −56   | 8    |

Qualifiziert für die Playoffs. Endstand am 16. Februar 2025

### Pokalrunde
|    | Mannschaft            | Sp | S3 | S2 | N1 | N0 | Tore  | Diff. | Pkte |
| -- | --------------------- | -- | -- | -- | -- | -- | ----- | ----- | ---- |
| 1. | Stuttgarter EC 1b     | 12 | 9  | 1  | 0  | 2  | 72:43 | +29   | 29   |
| 2. | Eisbären Balingen     | 12 | 8  | 0  | 0  | 4  | 59:47 | +12   | 24   |
| 3. | Eisbären Heilbronn 1b | 12 | 7  | 0  | 0  | 5  | 51:38 | +13   | 21   |
| 4. | EC Eisbären Eppelheim | 12 | 5  | 0  | 2  | 5  | 51:49 | +2    | 17   |
| 5. | ESC Hügelsheim 1b     | 12 | 5  | 1  | 0  | 6  | 52:56 | −4    | 17   |
| 6. | ESG Esslingen         | 12 | 4  | 1  | 1  | 6  | 56:46 | +10   | 15   |
| 7. | Mad Dogs Mannheim 1b  | 12 | 1  | 0  | 0  | 11 | 30:92 | −62   | 3    |

### Playoffs
Modus „best-of-three“ (Viertel- und Halbfinale), „best-of-five“ (Finale) – Stand 28. Februar 2025
| Viertelfinale                                         | Viertelfinale                                         | Viertelfinale                                         |                                                       | Halbfinale                                            | Halbfinale                                            | Halbfinale                                            |   |                | Finale                  | Finale | Finale |
|                                                       |                                                       |                                                       |                                                       |                                                       |                                                       |                                                       |   |                |                         |        |        |
| 1                                                     | ESC Hügelsheim                                        | 2                                                     |                                                       |                                                       |                                                       |                                                       |   |                |                         |        |        |
| 8                                                     | Bietigheim-Bissingen 1b                               | 0                                                     |                                                       |                                                       |                                                       |                                                       |   |                |                         |        |        |
|                                                       |                                                       |                                                       | 1                                                     | ESC Hügelsheim                                        | 2                                                     |                                                       |   |                |                         |        |        |
|                                                       |                                                       |                                                       | 7                                                     | Pforzheim Bisons                                      | 0                                                     |                                                       |   |                |                         |        |        |
| 2                                                     | Eisbären Heilbronn                                    | 1                                                     |                                                       |                                                       |                                                       |                                                       |   |                |                         |        |        |
| 7                                                     | Pforzheim Bisons                                      | 2                                                     |                                                       |                                                       |                                                       |                                                       |   |                |                         |        |        |
| (Die Teams werden nach der ersten Runde neu gesetzt.) | (Die Teams werden nach der ersten Runde neu gesetzt.) | (Die Teams werden nach der ersten Runde neu gesetzt.) | (Die Teams werden nach der ersten Runde neu gesetzt.) | (Die Teams werden nach der ersten Runde neu gesetzt.) | (Die Teams werden nach der ersten Runde neu gesetzt.) | (Die Teams werden nach der ersten Runde neu gesetzt.) | 1 | ESC Hügelsheim | 3                       |        |        |
| (Die Teams werden nach der ersten Runde neu gesetzt.) | (Die Teams werden nach der ersten Runde neu gesetzt.) | (Die Teams werden nach der ersten Runde neu gesetzt.) | (Die Teams werden nach der ersten Runde neu gesetzt.) | (Die Teams werden nach der ersten Runde neu gesetzt.) | (Die Teams werden nach der ersten Runde neu gesetzt.) | (Die Teams werden nach der ersten Runde neu gesetzt.) |   | 3              | EHC Zweibrücken Hornets | 1      |        |
| 3                                                     | EHC Zweibrücken Hornets                               | 2                                                     |                                                       |                                                       |                                                       |                                                       |   |                |                         |        |        |
| 6                                                     | Black Eagles Reutlingen                               | 1                                                     |                                                       |                                                       |                                                       |                                                       |   |                |                         |        |        |
|                                                       |                                                       |                                                       | 3                                                     | EHC Zweibrücken Hornets                               | 2                                                     |                                                       |   |                |                         |        |        |
|                                                       |                                                       |                                                       | 4                                                     | Mad Dogs Mannheim                                     | 1                                                     |                                                       |   |                |                         |        |        |
| 4                                                     | Mad Dogs Mannheim                                     | 2                                                     |                                                       |                                                       |                                                       |                                                       |   |                |                         |        |        |
| 5                                                     | Schwenninger Fire Wings                               | 0                                                     |                                                       |                                                       |                                                       |                                                       |   |                |                         |        |        |
|                                                       |                                                       |                                                       |                                                       |                                                       |                                                       |                                                       |   |                |                         |        |        |

#### Viertelfinale
| Paarung                                           | Serie | Spiel 1   | Spiel 2 | Spiel 3 |
| ------------------------------------------------- | ----- | --------- | ------- | ------- |
| ESC Hügelsheim – SC Bietigheim-Bissingen 1b       | 2-0   | 5:0       | 3:2     | –       |
| Eisbären Heilbronn – Pforzheim Bisons             | 1-2   | 2:3 n. P. | 6:2     | 3:7     |
| EHC Zweibrücken Hornets – Black Eagles Reutlingen | 2-1   | 9:4       | 1:5     | 8:4     |
| Mad Dogs Mannheim – Schwenninger Fire Wings       | 2-0   | 6:2       | 7:3     | –       |

#### Halbfinale
| Paarung                                     | Serie | Spiel 1 | Spiel 2 | Spiel 3 |
| ------------------------------------------- | ----- | ------- | ------- | ------- |
| ESC Hügelsheim – Pforzheim Bisons           | 2-0   | 6:2     | 5:1     | –       |
| EHC Zweibrücken Hornets – Mad Dogs Mannheim | 2-1   | 5:4     | 2:5     | 6:4     |

#### Finale
| Paarung                                  | Serie | Spiel 1 | Spiel 2   | Spiel 3 | Spiel 4   | Spiel 5 |
| ---------------------------------------- | ----- | ------- | --------- | ------- | --------- | ------- |
| ESC Hügelsheim – EHC Zweibrücken Hornets | 3-1   | 5:1     | 3:4 n. P. | 6:2     | 5:4 n. V. | –       |

## Bayernliga
Die Eishockey-Bayernliga 2024/25 wurde vom Bayerischen Eissport-Verband ausgerichtet und war die 57. Austragung dieser Liga.

### Teilnehmer
Der Bayernligameister und Titelverteidiger EHC Königsbrunn verzichtete auf den Aufstieg in die Oberliga. Nicht mehr dabei war der Vorsaisonabsteiger ESC Dorfen. Absteiger aus der Oberliga gab es nicht. Der EHC Waldkraiburg stieg als Meister der Landesliga Bayern auf.
- TSV Erding
- ESV Buchloe
- EV Dingolfing
- ERSC Amberg
- ESC Kempten
- HC Landsberg
- EA Schongau
- TEV Miesbach
- EHC Klostersee
- TSV Peißenberg
- EC Pfaffenhofen
- ERV Schweinfurt
- VfE Ulm/Neu-Ulm
- EHC Königsbrunn (M)
- EHC Waldkraiburg (N)
- ESC Riverrats Geretsried

(M) = Meister/Titelverteidiger, (N) = Neu in der Liga

### Modus
Alle Teilnehmer spielen in einer Einfachrunde beginnend am 12. Oktober 2024. Die Mannschaften auf den Plätzen eins bis sechs qualifizieren sich für die Play-offs, die Teams auf den Plätzen sieben bis zehn für die Pre-Play-offs, die im Modus Best-of-Three ausgetragen werden. Das Viertelfinale, Halbfinale und Finale findet im Modus Best-of-Seven statt. Das letzte Finale ist für den 30. März 2025 terminiert.
In der Abstiegsrunde treten die Teams auf den Plätzen 11 bis 16 der Hauptrunde sowie die beiden Pre-Playoff-Verlierer in zwei Gruppen gegeneinander an. Anschließend finden die Play-Downs der beiden letzten Teams jeder Gruppe statt. Die erste Runde wird im best-of-5-Modus ausgetragen, die zweite Runde im best-of-7-Modus. Derjenige, der in den Play-Downs verliert, ist der sportliche Absteiger in die Landesliga.

### Hauptrunde
|     | Mannschaft               | Sp | S3 | S2 | N1 | N0 | Tore    | Diff. | Pkte |
| --- | ------------------------ | -- | -- | -- | -- | -- | ------- | ----- | ---- |
| 1.  | TSV Erding               | 30 | 22 | 3  | 1  | 4  | 145:72  | +73   | 73   |
| 2.  | EHC Königsbrunn (M)      | 30 | 20 | 2  | 0  | 8  | 134:90  | +44   | 64   |
| 3.  | VfE Ulm/Neu-Ulm          | 30 | 17 | 2  | 3  | 8  | 129:92  | +37   | 58   |
| 4.  | EHC Waldkraiburg (N)     | 30 | 17 | 3  | 0  | 10 | 135:123 | +12   | 57   |
| 5.  | TEV Miesbach             | 30 | 14 | 3  | 2  | 11 | 118:109 | +9    | 50   |
| 6.  | ERV Schweinfurt          | 30 | 14 | 1  | 3  | 12 | 111:104 | +7    | 47   |
| 7.  | TSV Peißenberg           | 30 | 13 | 3  | 1  | 13 | 127:119 | +8    | 46   |
| 8.  | HC Landsberg             | 30 | 12 | 3  | 3  | 12 | 105:109 | −4    | 45   |
| 9.  | EHC Klostersee           | 30 | 12 | 1  | 5  | 12 | 93:97   | −4    | 43   |
| 10. | ESC Kempten              | 30 | 12 | 2  | 1  | 15 | 119:104 | +15   | 41   |
| 11. | ERSC Amberg              | 30 | 12 | 1  | 3  | 14 | 87:107  | −20   | 41   |
| 12. | ESC Riverrats Geretsried | 30 | 10 | 3  | 3  | 14 | 130:137 | −7    | 39   |
| 13. | EV Dingolfing            | 30 | 9  | 3  | 5  | 13 | 103:123 | −20   | 38   |
| 14. | ESV Buchloe              | 30 | 7  | 2  | 3  | 18 | 93:133  | −40   | 28   |
| 15. | EC Pfaffenhofen          | 30 | 7  | 2  | 1  | 20 | 102:156 | −54   | 26   |
| 16. | EA Schongau              | 30 | 7  | 1  | 1  | 21 | 104:160 | ÷56   | 24   |

Abkürzungen: Sp = Spiele, S3 = Siege, S2 = Siege nach Verlängerung oder Penaltyschießen, N1 = Niederlagen nach Verlängerung oder Penaltyschießen, N0 = Niederlagen, (M) = Meister der Vorsaison, (A) = Absteiger aus der Oberliga Süd, (N) = Aufsteiger aus der Landesliga Bayern
 Teilnehmer Playoffs  Teilnehmer Pre-Playoffs  Teilnehmer Abstiegsrunde

### Playoffs
Stand 28. Feb. 2025
| Pre-Playoffs                                                  | Pre-Playoffs                                                  | Pre-Playoffs                                                  |                                                               | Viertelfinale                                                 | Viertelfinale                                                 | Viertelfinale                                                 |                                                               | Halbfinale                                                    | Halbfinale                                                    | Halbfinale                                                    |   |            | Finale          | Finale | Finale |
|                                                               |                                                               |                                                               |                                                               |                                                               |                                                               |                                                               |                                                               |                                                               |                                                               |                                                               |   |            |                 |        |        |
|                                                               |                                                               |                                                               |                                                               | 1                                                             | TSV Erding                                                    | 4                                                             |                                                               |                                                               |                                                               |                                                               |   |            |                 |        |        |
| 8                                                             | HC Landsberg                                                  | 3                                                             |                                                               |                                                               |                                                               |                                                               |                                                               |                                                               |                                                               |                                                               |   |            |                 |        |        |
| 7                                                             | TSV Peißenberg                                                | 2                                                             |                                                               |                                                               |                                                               | 1                                                             | TSV Erding                                                    | 4                                                             |                                                               |                                                               |   |            |                 |        |        |
| 10                                                            | ESC Kempten                                                   | 0                                                             | 5                                                             | TEV Miesbach                                                  | 0                                                             |                                                               |                                                               |                                                               |                                                               |                                                               |   |            |                 |        |        |
|                                                               |                                                               |                                                               | 2                                                             | EHC Königsbrunn                                               | 4                                                             |                                                               |                                                               |                                                               |                                                               |                                                               |   |            |                 |        |        |
| 7                                                             | TSV Peißenberg                                                | 2                                                             |                                                               |                                                               |                                                               |                                                               |                                                               |                                                               |                                                               |                                                               |   |            |                 |        |        |
| (Die Teams werden nach den ersten beiden Runden neu gesetzt.) | (Die Teams werden nach den ersten beiden Runden neu gesetzt.) | (Die Teams werden nach den ersten beiden Runden neu gesetzt.) | (Die Teams werden nach den ersten beiden Runden neu gesetzt.) | (Die Teams werden nach den ersten beiden Runden neu gesetzt.) | (Die Teams werden nach den ersten beiden Runden neu gesetzt.) | (Die Teams werden nach den ersten beiden Runden neu gesetzt.) | (Die Teams werden nach den ersten beiden Runden neu gesetzt.) | (Die Teams werden nach den ersten beiden Runden neu gesetzt.) | (Die Teams werden nach den ersten beiden Runden neu gesetzt.) | (Die Teams werden nach den ersten beiden Runden neu gesetzt.) | 1 | TSV Erding | 4               |        |        |
| (Die Teams werden nach den ersten beiden Runden neu gesetzt.) | (Die Teams werden nach den ersten beiden Runden neu gesetzt.) | (Die Teams werden nach den ersten beiden Runden neu gesetzt.) | (Die Teams werden nach den ersten beiden Runden neu gesetzt.) | (Die Teams werden nach den ersten beiden Runden neu gesetzt.) | (Die Teams werden nach den ersten beiden Runden neu gesetzt.) | (Die Teams werden nach den ersten beiden Runden neu gesetzt.) | (Die Teams werden nach den ersten beiden Runden neu gesetzt.) | (Die Teams werden nach den ersten beiden Runden neu gesetzt.) | (Die Teams werden nach den ersten beiden Runden neu gesetzt.) | (Die Teams werden nach den ersten beiden Runden neu gesetzt.) |   | 2          | EHC Königsbrunn | 3      |        |
|                                                               |                                                               |                                                               |                                                               | 3                                                             | VfE Ulm/Neu-Ulm                                               | 4                                                             |                                                               |                                                               |                                                               |                                                               |   |            |                 |        |        |
| 6                                                             | ERV Schweinfurt                                               | 2                                                             |                                                               |                                                               |                                                               |                                                               |                                                               |                                                               |                                                               |                                                               |   |            |                 |        |        |
| 8                                                             | HC Landsberg                                                  | 2                                                             |                                                               |                                                               |                                                               | 2                                                             | EHC Königsbrunn                                               | 4                                                             |                                                               |                                                               |   |            |                 |        |        |
| 9                                                             | EHC Klostersee                                                | 0                                                             | 3                                                             | VfE Ulm/Neu-Ulm                                               | 0                                                             |                                                               |                                                               |                                                               |                                                               |                                                               |   |            |                 |        |        |
|                                                               |                                                               |                                                               | 4                                                             | EHC Waldkraiburg                                              | 2                                                             |                                                               |                                                               |                                                               |                                                               |                                                               |   |            |                 |        |        |
| 5                                                             | TEV Miesbach                                                  | 4                                                             |                                                               |                                                               |                                                               |                                                               |                                                               |                                                               |                                                               |                                                               |   |            |                 |        |        |

#### Pre-Playoffs
| Paarungen                     | Serie | Spiel 1   | Spiel 2   | Spiel 3 |
| ----------------------------- | ----- | --------- | --------- | ------- |
| TSV Peißenberg – ESC Kempten  | 2-0   | 4:3       | 4:3 n. V. | –       |
| HC Landsberg – EHC Klostersee | 2-0   | 2:1 n. V. | 4:2       | –       |

#### Viertelfinale
| Paarungen                         | Serie | Spiel 1   | Spiel 2   | Spiel 3   | Spiel 4 | Spiel 5 | Spiel 6 | Spiel 7 |
| --------------------------------- | ----- | --------- | --------- | --------- | ------- | ------- | ------- | ------- |
| TSV Erding – HC Landsberg         | 4-3   | 3:0       | 3:4 n. V. | 1:0 n. V. | 2:6     | 6:4     | 2:3     | 3:1     |
| EHC Königsbrunn – TSV Peißenberg  | 4-2   | 2:1       | 4:2       | 1:3       | 2:4     | 4:1     | 4:2     | –       |
| VfE Ulm/Neu-Ulm – ERV Schweinfurt | 4-2   | 5:2       | 4:3 n. P. | 1:6       | 6:2     | 2:3     | 7:1     | –       |
| EHC Waldkraiburg – TEV Miesbach   | 2-4   | 7:6 n. V. | 2:3 n. P. | 3:2       | 3:6     | 1:3     | 4:9     | –       |

#### Halbfinale
| Paarungen                         | Serie | Spiel 1 | Spiel 2 | Spiel 3 | Spiel 4 | Spiel 5 | Spiel 6 | Spiel 7 |
| --------------------------------- | ----- | ------- | ------- | ------- | ------- | ------- | ------- | ------- |
| TSV Erding – TEV Miesbach         | 4-0   | 5:3     | 2:1     | 5:1     | 3:2     | –       | –       | –       |
| EHC Königsbrunn – VfE Ulm/Neu-Ulm | 4-0   | 8:1     | 4:1     | 6:2     | 5:2     | –       | –       | –       |

#### Finale
| Paarungen                    | Serie | Spiel 1 | Spiel 2 | Spiel 3 | Spiel 4 | Spiel 5   | Spiel 6 | Spiel 7   |
| ---------------------------- | ----- | ------- | ------- | ------- | ------- | --------- | ------- | --------- |
| TSV Erding – EHC Königsbrunn | 4-3   | 3:2     | 4:2     | 1:5     | 1:5     | 1:2 n. P. | 5:3     | 3:2 n. V. |

Der TSV Erding ist bayerischer Meister und sportlich für die Oberliga qualifiziert.

### Abstiegsrunde
Gruppe A
|    | Mannschaft     | Sp | S3 | S2 | N1 | N0 | Tore  | Diff. | Pkte |
| -- | -------------- | -- | -- | -- | -- | -- | ----- | ----- | ---- |
| 1. | EHC Klostersee | 6  | 4  | 0  | 1  | 1  | 17:12 | +5    | 13   |
| 2. | ERSC Amberg    | 6  | 3  | 1  | 0  | 2  | 26:20 | +6    | 11   |
| 3. | EV Dingolfing  | 6  | 3  | 0  | 1  | 2  | 19:16 | +3    | 10   |
| 4. | EA Schongau    | 6  | 0  | 1  | 0  | 5  | 13:27 | −14   | 2    |

 Teilnehmer Playdowns  Für die Bayernliga 2025/26 qualifiziert
Gruppe B
|    | Mannschaft               | Sp | S3 | S2 | N1 | N0 | Tore  | Diff. | Pkte |
| -- | ------------------------ | -- | -- | -- | -- | -- | ----- | ----- | ---- |
| 1. | ESC Kempten              | 6  | 4  | 0  | 1  | 1  | 27:23 | +4    | 13   |
| 2. | ESC Riverrats Geretsried | 6  | 4  | 0  | 0  | 2  | 26:14 | +12   | 12   |
| 3. | EC Pfaffenhofen          | 6  | 2  | 1  | 0  | 3  | 26:23 | +3    | 8    |
| 4. | ESV Buchloe              | 6  | 1  | 0  | 0  | 5  | 16:35 | −19   | 3    |

 Teilnehmer Playdowns  Für die Bayernliga 2025/26 qualifiziert

### Playdowns
| 1. Runde | 1. Runde        | 1. Runde |  |  | 2. Runde | 2. Runde        | 2. Runde |
|          |                 |          |  |  |          |                 |          |
| A3       | EV Dingolfing   | 3        |  |  |          |                 |          |
| B4       | ESV Buchloe     | 1        |  |  |          |                 |          |
|          |                 |          |  |  | B3       | EC Pfaffenhofen | 3        |
|          |                 |          |  |  | B4       | ESV Buchloe     | 4        |
| B3       | EC Pfaffenhofen | 0        |  |  |          |                 |          |
| A4       | EA Schongau     | 3        |  |  |          |                 |          |
|          |                 |          |  |  |          |                 |          |

#### 1. Runde
| Paarung                       | Serie | Spiel 1   | Spiel 2 | Spiel 3   | Spiel 4 | Spiel 5 |
| ----------------------------- | ----- | --------- | ------- | --------- | ------- | ------- |
| EV Dingolfing – ESV Buchloe   | 3-1   | 5:2       | 2:4     | 7:5       | 3:2     | –       |
| EC Pfaffenhofen – EA Schongau | 0-3   | 4:5 n. V. | 3:7     | 1:2 n. V. | –       | –       |

#### 2. Runde
| Paarung                       | Serie | Spiel 1   | Spiel 2 | Spiel 3 | Spiel 4 | Spiel 5 | Spiel 6 | Spiel 7 |
| ----------------------------- | ----- | --------- | ------- | ------- | ------- | ------- | ------- | ------- |
| EC Pfaffenhofen – ESV Buchloe | 3-4   | 4:3 n. V. | 2:6     | 5:3     | 3:4     | 2:1     | 3:5     | 1:2     |

Der EC Pfaffenhofen steht somit als sportlicher Absteiger in die Landesliga fest. Wird als Nachrücker in der Liga verbleiben.